# Tontogany
Tontogany – wieś w Stanach Zjednoczonych, w stanie Ohio, w hrabstwie Wood.